# Wadjda
Pour plus de détails, voir Fiche technique et Distribution.
Wadjda (arabe : وجدة) est un drame saoudien réalisé par Haifaa al-Mansour, sorti en 2012.
Il s'agit du premier long métrage officiel produit par l'Arabie saoudite et surtout réalisé par une femme saoudienne. 
Il est sélectionné pour représenter l'Arabie saoudite aux Oscars du cinéma 2014 dans la catégorie meilleur film en langue étrangère, mais il n'est finalement pas retenu parmi les nominations. Il a néanmoins obtenu de nombreuses récompenses dans le monde.

## Synopsis
Wadjda est une jeune fille saoudienne de douze ans. Elle vient d'un milieu conservateur. Cependant, Wadjda écoute de la musique rock, porte des Converse et des jeans. Mais un jour, sa vie change alors qu'elle aperçoit un vélo. Malgré l'interdiction faite aux femmes d'avoir un vélo, elle s'inscrit au concours de récitations coraniques de son école dans l'espoir de gagner le premier prix, 1 000 rials, et d'avoir ainsi le montant tant espéré pour s'acheter le vélo et faire la course avec son ami Abdallah.

## Fiche technique
- Titre : Wadjda
- Titre original : وجدة
- Réalisation et scénario : Haifaa al-Mansour
- Photographie : Lutz Reitemeier
- Montage : Andreas Wodraschke
- Musique : Max Richter
- Producteurs : Gerhard Meixner et Roman Paul
  - Producteurs délégués : Christian Granderath (de), Louise Nemschoff, Bettina Ricklefs (de), Rena Ronson et Hala Sarhan
  - Producteurs associés : Verona Meier et Amr Alkahtani
- Sociétés de production : Highlook Communications Group, Razor Film et studios Rotana (ar)
- Sociétés de distribution : Pretty Pictures (France), Plaion Pictures (Allemagne)[2]
- Pays de production :  Arabie saoudite |  Allemagne[3]
- Format : couleur — 1,85:1 — son Dolby Digital
- Genre : Film dramatique
- Durée : 98 minutes
- Dates de sortie : 
  - Italie : 31 août 2012 (Mostra de Venise)
  - France, Belgique : 6 février 2013
  - Allemagne : 5 septembre 2013

## Distribution
- Waad Mohammed (de)[4] : Wadjda
- Reem Abdullah : la mère de Wadjda
- Abdullrahman Al Gohani : Abdallah, le jeune voisin
- Ahd : Mlle Hessa, la directrice de l'école
- Sultan Al Assaf : le père de Wadjda
- Dana Abdullilah : Salma
- Rehab Ahmed : Noura
- Rafa Al Sanea : Fatima

## Autour du film
Le tournage se déroulant dans les rues de Riyad, la réalisatrice s'est souvent dissimulée dans un van, d'où elle a dirigé le tournage à l'aide d'un talkie-walkie, car il aurait été mal vu de voir une femme diriger une équipe composée d'hommes,. Afin de ne pas attirer l'attention des autorités, la réalisatrice privilégie le tournage en low profile.
Le prince Al-Walid ben Talal ben Abdelaziz Al Saoud coproduit le film : membre progressiste de la famille royale, il possède les studios Rotana (ar).
Waad Mohammed (de), qui interprète le personnage principal Wadjda, a été repérée lors d'un mariage où elle chantait. Le casting des fillettes fut long et difficile en raison du refus des parents qui ne voulaient pas que leurs filles fussent filmées.
La mère de Wadjda, Reem Abdullah, est une star des feuilletons télévisés.
Le film Wadjda décrit la condition féminine en Arabie saoudite et aborde des sujets comme le port du voile islamique, le mariage forcé, la polygamie, l'autorisation de sortie, les influences culturelle extérieures (la pop anglophone, les publicités, les jeux vidéo).
La réalisatrice dit s'inspirer du cinéma italien des années 1940-1950, ainsi que du néo-réalisme.
À la suite du film, la police religieuse (mutthawa) a autorisé les femmes à faire du vélo dans des lieux de loisirs, à condition qu'elles soient habillées avec l'abaya et qu'elles soient accompagnées par un membre masculin de leur famille.

## Distinctions

### Récompenses
- Festival du film de Los Angeles 2013 : prix du public pour le meilleur film international
- Festival international du film de Vancouver 2013 : meilleur premier film international
- Alliance of Women Film Journalists Awards 2013 : prix de la réussite d'une femme dans l'industrie du cinéma pour Haifaa al-Mansour « pour avoir réalisé Wadjda malgré les défis et les limitations posés par la place des femmes dans sa culture »
- National Board of Review Awards 2013 : NBR Freedom of Expression
- Women Film Critics Circle Awards 2013 : Meilleur film étranger à propos des femmes
- Festival international du film de femmes de Salé 2013 : Grand Prix

### Nominations et sélections
- Festival du film de Sydney 2013
- Festival du film de Tribeca 2013
- British Independent Film Awards 2013 : meilleur film indépendant international
- Washington D.C. Area Film Critics Association Awards 2013 :
  - Meilleur espoir pour Waad Mohammed
  - Meilleur film en langue étrangère

- Festival international du film de Palm Springs 2014
- British Academy Film Awards 2014 : meilleur film en langue étrangère
- Critics' Choice Movie Awards 2014 : meilleur film en langue étrangère
- Independent Spirit Awards 2014 : meilleur premier film
- Satellite Awards 2014 : meilleur film en langue étrangère